# René Lasserre
Félix "René" Lasserre (9 de outubro de 1895 — 19 de agosto de 1965) foi um jogador de rugby union francês, medalhista olímpico.

## Carreira
Félix Lasserre jogou no Aviron Bayonnais até 1921, depois no US Cognac (onde se juntou a outro Bayonnais, André Béhotéguy em 1924) e, finalmente, no FC Grenoble. Em 1913, sagrou-se Campeão da França após a final vencida por 31 a 8 pelo Aviron bayonnais contra o SCUF.
Ele integrou a equipe da Seleção da França que conquistou a medalha de prata nos Jogos Olímpicos de Verão de 1924 em Paris. Ele jogou as duas partidas da competição, nas quais os franceses derrotaram a Romênia por 61–3 no Stade de Colombes em 4 de maio, e duas semanas depois perderam para os EUA por 3–17.